# 李堯德
李堯德（1527年—？），字性夫，直隸廣平府永年縣人，民籍，明朝政治人物。

## 生平
嘉靖三十七年（1558年）戊午科順天府鄉試第三十三名舉人。嘉靖三十八年（1559年）中式己未科會試第一百三十一名，三甲第八十七名進士。授施州知州。出为湖广按察司佥事，隆慶二年（1568年）十二月升本省布政司右参议，四年七月升陕西按察司副使，抚治西宁番夷，改山西副使。萬曆三年（1575年）十一月復除陕西副使，臨鞏兵备，六年二月升右参政职衔，仍管本道事，七年八月升右佥都御史、巡抚陕西地方，九年七月被吏科给事中张世则參劾，令回籍听勘。十年正月按御史龚懋贤奏所言皆无据，且言其年力未衰，素谙边务，有难遽弃。部覆御史言是，诏推用尧德。

## 家族
曾祖李杲；祖父李銓，州吏目；父李一卿，驛丞。母白氏；繼母董氏。具庆下。